# لورين ديفيدسون
لورين ديفيدسون (بالإنجليزية: Lorraine Davidson)‏ هي كاتبة سير وصحفية وكاتِبة بريطانية، ولدت في 13 سبتمبر 1966 في برزدن في المملكة المتحدة.